# الأخبار (صحيفة فلسطينية)
الأخبار جريدة أدبية تجارية زراعية سياسية نقدية فلسطينية صدرت في يافا⁩. العدد الأول منها صدر بتاريخ 26 حزيران 1909، وذلك حتى توقفها عقب نشوب الحرب العالمية الأولى، ثم صدرت مجدداً بعد الحرب بتاريخ 18 آب 1919. لما يقارب الثلاثين عاماً (طوال فترة الانتداب البريطاني)، بقيت تصدر جريدة الأخبار حتى توقفها عام 1948.
صدرت ثلاث مرات في الأسبوع. محرر الصحيفة كان بندلي حنا غرابي، وقد تولى تحريرها حتى العدد الخمسين الصحافي نسيم ملول [الإنجليزية] (يهودي ومن أقطاب الصهيونية)، ثم تولى مهمة التحرير بعض الصحافيين من بينهم: عارف العزوني، سعيد الفار، ألفونس يعقوب وغيرهم.
اشتهرت الجريدة في مناصرة حركة الاستيطان اليهودية بالرغم من الحملات القاسية التي كانت تشنها عليها الصحف العربية الأخرى.